# Höga kusten
La Höga kusten è una parte della costa svedese che si affaccia sul Golfo di Botnia, situata nelle municipalità di Kramfors, Härnösand e Örnsköldsvik, nella contea di Västernorrland. L'area si estende su di una superficie estremamente irregolare di oltre 1.400 chilometri quadrati, 800 dei quali nel golfo, comprendente una gran quantità di isolette, laghi e basse colline che sono il risultato dei processi che seguirono l'ultima glaciazione, il ritiro dei ghiacci e la formazione di nuove terre dal mare.
Qui è stato per la prima volta riconosciuto e studiato il processo detto di isostasia; in virtù dell'importanza di questa regione nello studio delle Scienze della Terra, nel 2000 la Höga kusten è stata inserita nell'elenco dei Patrimoni dell'umanità dell'UNESCO. Nel 2006 l'area del Patrimonio dell'umanità è stata estesa per comprendere anche l'arcipelago delle Kvarken, un gruppo di isole del Golfo di Botnia diviso fra la Svezia e la Finlandia.
Al suo interno si trova il parco nazionale Skuleskogen.